# Gjergj Titani
Gjergj Petraq Titani (ur. 23 kwietnia 1937 w Korczy, zm. 17 listopada 2011 w Tiranie) – albański poeta, historyk, oficer armii albańskiej, więzień sumienia. 

## Życiorys
Syn Petraqa i Vitorii. W czasie wojny jego rodzice działali w ruchu oporu - ojciec był związany z grupą komunistyczną w Korczy, a matka służyła jako pielęgniarka w sztabie partyzanckim. Gjergj jako dziecko dzielił wraz z rodzicami trudy życia partyzanckiego. Po zakończeniu wojny kształcił się w średniej szkole wojskowej, a od 1952 studiował w szkole wojskowej Enver Hoxha w Tiranie. W 1954 ukończył szkołę uzyskując awans na pierwszy stopień oficerski. Naukę kontynuował w szkole oficerów artylerii "Czerwony Sztandar" w Rydze, a następnie w szkole dla oficerów marynarki wojennej im. Aleksieja Kryłowa.
Po powrocie do kraju służył w baterii stacjonującej w Kepi i Rodonit, a następnie w 4 Brygadzie Artylerii Nadbrzeżnej w Durrësie. W 1969 awansował na stanowisko szefa sztabu korpusu. 17 sierpnia 1977 został aresztowany we Wlorze przez funkcjonariuszy Sigurimi pod zarzutem prowadzenia działalności szpiegowskiej na rzecz Polski. Pretekstem był rozmowa po rosyjsku z dwoma polskimi dyplomatami w księgarni w Tiranie. W tym samym roku został skazany na karę 18 lat więzienia za współpracę z obcymi agentami i szpiegostwo na rzecz Polski. Karę odbywał w więzieniu w Burrelu. 30 kwietnia 1990 został uwolniony z więzienia i osiedlił się w Tiranie. Związany ze środowiskiem b. oficerów działał w organizacjach kombatanckich. Pełnił funkcję sekretarza generalnego Stowarzyszenia Byłych Więźniów Politycznych, a także dyrektora administracyjnego Fundacji Dhora Leka.
W latach 90. prowadził badania naukowe z zakresu historii albańskiej wojskowości. 23 stycznia 1996 obronił pracę doktorską na Uniwersytecie Tirańskim. Był współautorem słownika biograficznego albańskich wojskowych i syntezy poświęconej Armii Narodowo-Wyzwoleńczej (wspólnie z Proleterem Hasanim). Tłumaczył na język albański wspomnienia Lwa Trockiego, Georgija Żukowa oraz Dmitrija Czuwachina. W 1993 wydał tomik poetycki Metaforat e dhimbjeve (wyd. Shtëpia Botuese e Ushtrisë), tłumaczony na język rumuński i czeski, większość wierszy zawartych w tomiku powstała w czasie pobytu w więzieniu.
Był żonaty, miał dwoje dzieci (Sokola i Irmę).

## Dzieła

### Poezja
- 1993: Metaforat e dhimbjeve (Metafory bólu)
- 1999: Baladat e shpresës (Ballady nadziei)

### Prace historyczne
- 1997: Personalitete ushtarake shqiptare në vite : 1912-dhjetor-1997 (współautor)
- 1999: Histori e pashkruar : historia e organizimit të UNÇSH-së : 1939-1944 (Nieopisana historia: historia tworzenia Armii Narodowo-Wyzwoleńczej: 1939-1944, współautor)
- 2008: Thoma Karamelo : (Shef i Kundërzbulimit Shqiptar) : jetë e tretur në persekutim
- 2011: Lufta italo-greke : tetor 1940-prill 1941 (Wojna włosko-grecka: październik 1940-kwiecień 1941)